# Mijaíl Aloyán
Mijaíl Surénovich Aloyán –en ruso, Михаил Суренович Алоян, conocido como Misha Aloyan, Миша Алоян– (Bambakashat, URSS, 23 de agosto de 1988) es un deportista ruso, de origen armenio, que compitió en boxeo.
Participó en dos Juegos Olímpicos de Verano, en el peso gallo, obteniendo una medalla de bronce en Londres 2012 y una de plata en Río de Janeiro 2016. Posteriormente perdió esta última medalla al dar positivo en un control antidopaje.
Ganó tres medallas en el Campeonato Mundial de Boxeo Aficionado entre los años 2009 y 2013, y una medalla de oro en el Campeonato Europeo de Boxeo Aficionado de 2010.

## Palmarés internacional
| Juegos Olímpicos   | Juegos Olímpicos        | Juegos Olímpicos  | Juegos Olímpicos |
| Año                | Lugar                   | Medalla           | Categoría        |
| ------------------ | ----------------------- | ----------------- | ---------------- |
| 2012               | Londres (Reino Unido)   | Medalla de bronce | 52 kg            |
| 2016               | Río de Janeiro (Brasil) | DSC               | 52 kg            |
| Campeonato Mundial |                         |                   |                  |
| Año                | Lugar                   | Medalla           | Categoría        |
| 2009               | Milán (Italia)          | Medalla de bronce | 51 kg            |
| 2011               | Bakú (Azerbaiyán)       | Medalla de oro    | 52 kg            |
| 2013               | Almaty (Kazajistán)     | Medalla de oro    | 52 kg            |
| Campeonato Europeo |                         |                   |                  |
| Año                | Lugar                   | Medalla           | Categoría        |
| 2010               | Moscú (Rusia)           | Medalla de oro    | 51 kg            |